# زیلز اکتون
زیلز اکتون (به انگلیسی: Zales Ecton) سناتور سابق عضو حزب جمهوری‌خواه ایالات متحده آمریکا بود. وی در سال ۱۹۴۷ تا ۱۹۵۳ میلادی سناتور ایالت مونتانا در سنای ایالات متحده آمریکا بود.